# A Painter's Idyl
A Painter's Idyl è un cortometraggio muto del 1911 diretto e interpretato da Hobart Bosworth.

## Produzione
Il film fu prodotto da William Nicholas Selig per la sua compagnia, la Selig Polyscope Company.

## Distribuzione
Distribuito dalla General Film Company, il film - un cortometraggio di una bobina - uscì nelle sale cinematografiche statunitensi il 27 ottobre 1911.